# Fußballjahr 1988
◄ | 1984 | 1985 | 1986 | 1987 | Fußballjahr 1988 | 1989

Weitere Sportereignisse

## International

### Nationalmannschaften
- Die Fußball-Europameisterschaft 1988 fand vom 10. bis 25. Juni in Deutschland statt. Die Niederlande konnten den Wettbewerb letztlich für sich entscheiden.

Finale:  Niederlande –  Sowjetunion 2:0
- Fußball-Afrikameisterschaft 1988 in Marokko, Finale:  Kamerun –  Nigeria 1:0

### Olympische Spiele
- Olympischer Fußball-Wettbewerb der Spiele der XXIV. Olympiade in Seoul 1988:

  Sowjetunion
  Brasilien
  BR Deutschland

### Vereine
- Europapokal der Landesmeister 1987/88:  PSV Eindhoven, Finale 0:0 n. V., 6:5 i. E. gegen Benfica Lissabon
- Europapokal der Pokalsieger 1987/88:  KV Mechelen, 1:0 gegen Ajax Amsterdam
- UEFA-Pokal 1987/88:  Bayer 04 Leverkusen, Finalspiele 0:3 und 3:0 n.V, 3:2 i. E. gegen Espanyol Barcelona
- Copa Libertadores 1988:  Nacional Montevideo, Finalspiele 1:0 und 3:0 n. V. gegen CA Newell’s Old Boys

### Fußballer des Jahres
- Ballon d’Or 1988:  Marco van Basten
- Südamerikas Fußballer des Jahres:  Rubén Paz
- Afrikas Fußballer des Jahres:  Kalusha Bwalya

## National

### Belgien
- Belgische Meisterschaft: Meister FC Brügge

### Brasilien
- Brasilianische Meisterschaft: Meister EC Bahia

### Bundesrepublik Deutschland
- Fußball-Bundesliga 1987/88: Meister Werder Bremen
- DFB-Pokal 1987/88: Sieger Eintracht Frankfurt

### England
- Englische Meisterschaft: Meister FC Liverpool
- FA Cup 1987/88: Sieger FC Wimbledon

### Jugoslawien
- Jugoslawische Meisterschaft: Meister FK Roter Stern Belgrad

### Liechtenstein
- Liechtensteiner Cup 1987/88: Cupsieger FC Vaduz

### Niederlande
- Niederländische Meisterschaft: Meister PSV Eindhoven

### Österreich
- Österreichische Fußballmeisterschaft 1987/88: Meister SK Rapid Wien
- Österreichischer Fußball-Cup 1987/88: Sieger Kremser SC

### Schottland
- Schottische Meisterschaft: Meister Celtic Glasgow

### Schweiz
- Schweizer Fussballmeisterschaft 1987/88: Meister Neuchâtel Xamax

### Uruguay
- Uruguayische Fußballmeisterschaft: Meister Danubio FC